# 서혜윤
서혜윤(1989년 5월 20일 ~)은 2013년 미스코리아 선발대회 서울 미 출신인 대한민국의 배우다.

## 방송
- 보좌관 - 세상을 움직이는 사람들 (2019)
- 보좌관 2 - 세상을 움직이는 사람들 (2019)
- 토정로맨스 (2021)
- 고디바SHOW (2021) - 9위

## 영화
- 비상선언 (2020) - 나리타 관제팀원 역
- 전설의 파이터 (2020) - 해지 역